# Microsteira grandiflora
Microsteira grandiflora är en tvåhjärtbladig växtart som beskrevs av Arenes. Microsteira grandiflora ingår i släktet Microsteira och familjen Malpighiaceae. Inga underarter finns listade i Catalogue of Life.